# Reinaldo Javier García Mallea
Reinaldo Javier García Mallea ou Reinaldo García, est un joueur international argentin de rink hockey né le 5 janvier 1983. Il évolue, en 2019, au sein du FC Porto.

## Palmarès
En 2015, il participe au championnat du monde de rink hockey en France.